# Sebaa
Sebaa (arabisch اﻟﺴﺒﻊ) ist eine algerische Gemeinde in der Provinz Adrar mit 2312 Einwohnern. (Stand: 2008)